# Giải vô địch bóng đá Đông Nam Á 2012
Giải vô địch bóng đá Đông Nam Á 2012, tên gọi chính thức là AFF Suzuki Cup 2012 vì lý do tài trợ, là lần thứ 9 của Giải vô địch bóng đá Đông Nam Á do Liên đoàn bóng đá Đông Nam Á (AFF) tổ chức. Đây là lần thứ ba liên tiếp hãng Suzuki trở thành nhà tài trợ chính cho giải đấu bóng đá lớn nhất khu vực Đông Nam Á. Vòng chung kết của giải đấu được tổ chức từ ngày 24 tháng 11 đến ngày 22 tháng 12 năm 2012, với Malaysia và Thái Lan là đồng chủ nhà của vòng bảng. 
Singapore đã giành chức vô địch lần thứ 4 trong lịch sử sau khi đánh bại Thái Lan với tổng tỷ số 3–2 trong hai lượt trận chung kết và trở thành đội bóng nhiều lần vô địch nhất giải đấu, trước khi bị soán ngôi bởi Thái Lan năm 2016.

## Lựa chọn chủ nhà
Vào ngày 17 tháng 12 năm 2010, Liên đoàn bóng đá Philippines bày tỏ mong muốn được tổ chức AFF Cup 2012. Tuy nhiên, sau cuộc họp của hội đồng AFF vào ngày 19 tháng 2 năm 2011, Malaysia và Thái Lan đã được thông báo sẽ là hai nước chủ nhà của giải đấu. Đây là lần thứ hai Malaysia đăng cai giải đấu này (lần trước là vào năm 2004) và là lần thứ tư Thái Lan tổ chức giải sau các năm 2000, 2007 và 2008.

## Địa điểm
Hai sân vận động chính diễn ra các trận đấu bao gồm sân vận động Quốc gia Bukit Jalil tại Kuala Lumpur và sân vận động Rajamangala tại Bangkok. Ngoài ra còn có hai sân khác là sân vận động Shah Alam ở Shah Alam, Selangor và sân vận động SCG ở Nonthaburi được sử dụng cho các trận đấu cùng giờ ở lượt đấu cuối vòng bảng diễn ra ngày 30 tháng 11 và 1 tháng 12. Sân SCG đã được lựa chọn để thay thế sân Supachalasai ở Bangkok vào ngày 17 tháng 10. 
Trong trường hợp Thái Lan lọt vào bán kết và chung kết, các trận đấu trên sân nhà của họ sẽ được tổ chức ở sân SCG do sân Rajamangala được dùng làm nơi tổ chức Race of Champions 2012.
| Kuala Lumpur                      | ManilaKuala LumpurBăng CốcSingaporeShah Alam Vị trí các sân vận động của Giải vô địch bóng đá Đông Nam Á 2012. · Cam: Chung kết, bán kết và vòng bảng; Đỏ: Chung kết và bán kết; Xanh dương: Bán kết; Xanh lá: Bán kết và vòng bảng; Vàng: Vòng bảng. | Shah Alam                        |
| --------------------------------- | --- | -------------------------------- |
| Sân vận động Quốc gia Bukit Jalil | ManilaKuala LumpurBăng CốcSingaporeShah Alam Vị trí các sân vận động của Giải vô địch bóng đá Đông Nam Á 2012. · Cam: Chung kết, bán kết và vòng bảng; Đỏ: Chung kết và bán kết; Xanh dương: Bán kết; Xanh lá: Bán kết và vòng bảng; Vàng: Vòng bảng. | Sân vận động Shah Alam           |
| Sức chứa: 110.000                 | ManilaKuala LumpurBăng CốcSingaporeShah Alam Vị trí các sân vận động của Giải vô địch bóng đá Đông Nam Á 2012. · Cam: Chung kết, bán kết và vòng bảng; Đỏ: Chung kết và bán kết; Xanh dương: Bán kết; Xanh lá: Bán kết và vòng bảng; Vàng: Vòng bảng. | Sức chứa: 80.372                 |
| Sân vận động Quốc gia Bukit Jalil | ManilaKuala LumpurBăng CốcSingaporeShah Alam Vị trí các sân vận động của Giải vô địch bóng đá Đông Nam Á 2012. · Cam: Chung kết, bán kết và vòng bảng; Đỏ: Chung kết và bán kết; Xanh dương: Bán kết; Xanh lá: Bán kết và vòng bảng; Vàng: Vòng bảng. | Sân vận động Shah Alam           |
| Băng Cốc                          | ManilaKuala LumpurBăng CốcSingaporeShah Alam Vị trí các sân vận động của Giải vô địch bóng đá Đông Nam Á 2012. · Cam: Chung kết, bán kết và vòng bảng; Đỏ: Chung kết và bán kết; Xanh dương: Bán kết; Xanh lá: Bán kết và vòng bảng; Vàng: Vòng bảng. | Băng Cốc                         |
| Sân vận động Rajamangala          | ManilaKuala LumpurBăng CốcSingaporeShah Alam Vị trí các sân vận động của Giải vô địch bóng đá Đông Nam Á 2012. · Cam: Chung kết, bán kết và vòng bảng; Đỏ: Chung kết và bán kết; Xanh dương: Bán kết; Xanh lá: Bán kết và vòng bảng; Vàng: Vòng bảng. | Sân vận động Supachalasai        |
| Sức chứa: 49.722                  | ManilaKuala LumpurBăng CốcSingaporeShah Alam Vị trí các sân vận động của Giải vô địch bóng đá Đông Nam Á 2012. · Cam: Chung kết, bán kết và vòng bảng; Đỏ: Chung kết và bán kết; Xanh dương: Bán kết; Xanh lá: Bán kết và vòng bảng; Vàng: Vòng bảng. | Sức chứa: 19.793                 |
| Sân vận động Rajamangala          | ManilaKuala LumpurBăng CốcSingaporeShah Alam Vị trí các sân vận động của Giải vô địch bóng đá Đông Nam Á 2012. · Cam: Chung kết, bán kết và vòng bảng; Đỏ: Chung kết và bán kết; Xanh dương: Bán kết; Xanh lá: Bán kết và vòng bảng; Vàng: Vòng bảng. | Sân vận động Quốc gia (Thái Lan) |
| Manila                            | ManilaKuala LumpurBăng CốcSingaporeShah Alam Vị trí các sân vận động của Giải vô địch bóng đá Đông Nam Á 2012. · Cam: Chung kết, bán kết và vòng bảng; Đỏ: Chung kết và bán kết; Xanh dương: Bán kết; Xanh lá: Bán kết và vòng bảng; Vàng: Vòng bảng. | Singapore                        |
| Sân vận động tưởng niệm Rizal     | ManilaKuala LumpurBăng CốcSingaporeShah Alam Vị trí các sân vận động của Giải vô địch bóng đá Đông Nam Á 2012. · Cam: Chung kết, bán kết và vòng bảng; Đỏ: Chung kết và bán kết; Xanh dương: Bán kết; Xanh lá: Bán kết và vòng bảng; Vàng: Vòng bảng. | Sân vận động Jalan Besar         |
| Sức chứa: 12.873                  | ManilaKuala LumpurBăng CốcSingaporeShah Alam Vị trí các sân vận động của Giải vô địch bóng đá Đông Nam Á 2012. · Cam: Chung kết, bán kết và vòng bảng; Đỏ: Chung kết và bán kết; Xanh dương: Bán kết; Xanh lá: Bán kết và vòng bảng; Vàng: Vòng bảng. | Sức chứa: 8.000                  |
| Sân vận động tưởng niệm Rizal     | ManilaKuala LumpurBăng CốcSingaporeShah Alam Vị trí các sân vận động của Giải vô địch bóng đá Đông Nam Á 2012. · Cam: Chung kết, bán kết và vòng bảng; Đỏ: Chung kết và bán kết; Xanh dương: Bán kết; Xanh lá: Bán kết và vòng bảng; Vàng: Vòng bảng. | Sân vận động Jalan Besar         |

## Vòng loại
Vòng loại của Giải vô địch bóng đá Đông Nam Á 2012 diễn ra từ ngày 5 đến ngày 13 tháng 10 năm 2012. Dựa trên xếp hạng từ giải đấu lần trước, sáu đội tuyển đứng đầu (bao gồm hai quốc gia đồng chủ nhà) được vào thẳng vòng chung kết, năm đội tuyển có thứ hạng thấp nhất sẽ phải tham dự vòng loại. Các đội thi đấu theo thể thức vòng tròn tính điểm, lấy hai đội nhất và nhì tham dự vòng chung kết.
Myanmar và Lào là hai đội tuyển giành quyền tham dự vòng chung kết.

## Bốc thăm
Lễ bốc thăm cho giải đấu được tổ chức vào chiều 11 tháng 7 năm 2012 tại khách sạn Golden Tulip ở Bangkok, Thái Lan. Tám đội tuyển được chia làm 4 nhóm dựa trên thứ hạng tại giải đấu lần trước.
| Nhóm 1                           | Nhóm 2               | Nhóm 3                  | Nhóm 4                |
| -------------------------------- | -------------------- | ----------------------- | --------------------- |
| Malaysia (H), (C) · Thái Lan (H) | Việt Nam · Indonesia | Singapore · Philippines | Myanmar (Q) · Lào (Q) |

- Chú thích: (H): Đồng chủ nhà, (C): Đương kim vô địch, (Q): Vượt qua vòng loại.

## Vòng bảng
Hai đội đứng đầu mỗi bảng lọt vào vòng bán kết.

### Các tiêu chí
Thứ hạng ở từng bảng được quyết định như sau:
1. Điểm số đạt được cao hơn trong các trận vòng bảng;
2. Hiệu số bàn thắng cao hơn trong các trận vòng bảng;
3. Ghi nhiều bàn thắng hơn trong các trận vòng bảng. Trường hợp 3 tiêu chí trên bằng nhau, Thứ hạng sẽ được quyết định như sau:
4. Kết quả đối đầu trực tiếp giữa các đội liên quan;
5. Đá luân lưu 11m nếu các đội liên quan vẫn còn trên sân;
6. Bốc thăm.

### Bảng A
- Tất cả các trận đấu được tổ chức tại Thái Lan.
- Thời gian được liệt kê là UTC+7.

| Đội         | Tr | T | H | B | BT | BB | HS | Đ |
| ----------- | -- | - | - | - | -- | -- | -- | - |
| Thái Lan    | 3  | 3 | 0 | 0 | 9  | 2  | +7 | 9 |
| Philippines | 3  | 2 | 0 | 1 | 4  | 2  | +2 | 6 |
| Việt Nam    | 3  | 0 | 1 | 2 | 2  | 5  | −3 | 1 |
| Myanmar     | 3  | 0 | 1 | 2 | 1  | 7  | −6 | 1 |

| Việt Nam       | 1–1      | Myanmar             |
| -------------- | -------- | ------------------- |
| Lê Tấn Tài 34' | Chi tiết | Kyi Lin 53' (ph.đ.) |

| Thái Lan                    | 2–1      | Philippines |
| --------------------------- | -------- | ----------- |
| Jakkraphan 39' · Anucha 41' | Chi tiết | Mulders 77' |

| Việt Nam | 0–1      | Philippines   |
| -------- | -------- | ------------- |
|          | Chi tiết | Caligdong 86' |

| Myanmar | 0–4      | Thái Lan                            |
| ------- | -------- | ----------------------------------- |
|         | Chi tiết | Teerasil 20', 82', 89' · Apipoo 59' |

| Philippines                            | 2–0      | Myanmar |
| -------------------------------------- | -------- | ------- |
| P. Younghusband 47' · Á. Guirado 90+4' | Chi tiết |         |

| Thái Lan                                   | 3–1      | Việt Nam             |
| ------------------------------------------ | -------- | -------------------- |
| Kirati 21', 65' · Nguyễn Gia Từ 82' (l.n.) | Chi tiết | Nguyễn Văn Quyết 72' |

### Bảng B
- Tất cả các trận đấu được tổ chức tại Malaysia.
- Thời gian được liệt kê là UTC+8.

| Đội       | Tr | T | H | B | BT | BB | HS | Đ |
| --------- | -- | - | - | - | -- | -- | -- | - |
| Singapore | 3  | 2 | 0 | 1 | 7  | 4  | +3 | 6 |
| Malaysia  | 3  | 2 | 0 | 1 | 6  | 4  | +2 | 6 |
| Indonesia | 3  | 1 | 1 | 1 | 3  | 4  | −1 | 4 |
| Lào       | 3  | 0 | 1 | 2 | 6  | 10 | −4 | 1 |

| Indonesia                | 2–2 | Lào                                      |
| ------------------------ | --- | ---------------------------------------- |
| Raphael 42' · Vendry 89' |     | Sayavutthi 30' (ph.đ.) · Liththideth 80' |

| Malaysia | 0–3 | Singapore                          |
| -------- | --- | ---------------------------------- |
|          |     | Shahril Ishak 32', 37' · Đurić 74' |

| Indonesia | 1–0      | Singapore |
| --------- | -------- | --------- |
| Andik 88' | Chi tiết |           |

| Lào          | 1–4      | Malaysia                                     |
| ------------ | -------- | -------------------------------------------- |
| Sihavong 38' | Chi tiết | Safiq 15' · Safee 67' · Wan 76' · Khyril 80' |

| Singapore                                  | 4–3 | Lào                                           |
| ------------------------------------------ | --- | --------------------------------------------- |
| Shahril 45+1', 52' · Amri 63' · Fazrul 65' |     | Sayavutthi 21', 82' (ph.đ.) · Liththideth 40' |

| Malaysia                   | 2–0 | Indonesia |
| -------------------------- | --- | --------- |
| Azamuddin 26' · Mahali 29' |     |           |

## Vòng đấu loại trực tiếp

### Sơ đồ
|  | Bán kết | Bán kết     | Bán kết  | Bán kết | Bán kết |   |    | Chung kết | Chung kết | Chung kết | Chung kết | Chung kết |
|  |         |             |          |         |         |   |    |           |           |           |           |           |
|  | A2      | Philippines | 0        | 0       | 0       |   |    |           |           |           |           |           |
|  | B1      | Singapore   | 0        | 1       | 1       |   |    |           |           |           |           |           |
|  |         |             |          |         |         |   | B1 | Singapore | 3         | 0         | 3         |           |
|  |         | A1          | Thái Lan | 1       | 1       | 2 |    |           |           |           |           |           |
|  | B2      | Malaysia    | 1        | 0       | 1       |   |    |           |           |           |           |           |
|  | A1      | Thái Lan    | 1        | 2       | 3       |   |    |           |           |           |           |           |

### Bán kết

#### Lượt đi
| Philippines | 0–0      | Singapore |
| ----------- | -------- | --------- |
|             | Chi tiết |           |

| Malaysia       | 1–1      | Thái Lan     |
| -------------- | -------- | ------------ |
| Norshahrul 48' | Chi tiết | Teerasil 78' |

#### Lượt về
| Singapore | 1–0      | Philippines |
| --------- | -------- | ----------- |
| Amri 19'  | Chi tiết |             |

Singapore thắng chung cuộc 1–0.
| Thái Lan                     | 2–0      | Malaysia |
| ---------------------------- | -------- | -------- |
| Teerasil 60' · Theeraton 65' | Chi tiết |          |

Thái Lan thắng chung cuộc 3–1.

### Chung kết

#### Lượt đi
| Singapore                                        | 3–1      | Thái Lan |
| ------------------------------------------------ | -------- | -------- |
| Mustafić 10' (ph.đ.) · Amri 62' · Baihakki 90+1' | Chi tiết | Adul 59' |

#### Lượt về
| Thái Lan     | 1–0      | Singapore |
| ------------ | -------- | --------- |
| Kirati 45+1' | Chi tiết |           |

Singapore thắng chung cuộc 3–2.

## Thống kê

### Vô địch
| Vô địch Giải vô địch bóng đá Đông Nam Á 2012 |
| -------------------------------------------- |
| · Singapore · Lần thứ 4                      |

### Giải thưởng
| Cầu thủ xuất sắc nhất | Vua phá lưới    | Đội đoạt giải phong cách |
| --------------------- | --------------- | ------------------------ |
| Shahril Ishak         | Teerasil Dangda | Malaysia                 |

### Cầu thủ ghi bàn
Đã có 48 bàn thắng ghi được trong 18 trận đấu, trung bình 2.67 bàn thắng mỗi trận đấu.
5 bàn thắng
- Teerasil Dangda

4 bàn thắng
- Shahril Ishak

3 bàn thắng
- Khampheng Sayavutthi
- Khairul Amri
- Kirati Keawsombat

2 bàn thắng
- Keoviengphet Liththideth

1 bàn thắng
- Andik Vermansyah
- Raphael Maitimo
- Vendry Mofu
- Khonesavanh Sihavong
- Azamuddin Akil
- Khyril Muhymeen
- Mahali Jasuli
- Norshahrul Idlan Talaha
- Safee Sali
- Safiq Rahim
- Wan Zack Haikal
- Kyi Lin
- Emelio Caligdong
- Ángel Guirado
- Paul Mulders
- Phil Younghusband
- Aleksandar Đurić
- Baihakki Khaizan
- Fahrudin Mustafić
- Fazrul Nawaz
- Adul Lahso
- Anucha Kitpongsri
- Apipoo Suntornpanavej
- Jakkraphan Pornsai
- Theeraton Bunmathan
- Lê Tấn Tài
- Nguyễn Văn Quyết

1 bàn phản lưới nhà
- Nguyễn Gia Từ (trong trận gặp Thái Lan)